# Питалово
Пита́лово (рос. Пыталово, у 1925—1937 роках — Яунлатгале (латис. Jaunlatgale); у 1938—1945 роках — Абрене, латис. Abrene) — місто в Росії, адміністративний центр Питаловського району Псковської області. Складає муніципальне утворення Питалово в статусі міського поселення (в межах міста). Населення — 5354 осіб (2020 рік).

## Географія
Місто розташоване на річці Утроя (притока Великої), за 102 км на південь від Пскова та за 48 км на північний захід від Острова. Залізничний вузол.

## Територіальний спір
Територія міста та Питаловського району є об'єктом територіального спору між Латвією і Росією. 27 березня 2007 року Росія і Латвія підписали договір про кордон, у ньому Латвія офіційно відмовилася від претензій на Питаловський район.